# 清州運転免許試験場
清州運転免許試験場（チョンジュうんてんめんきょしけんじょう）は韓国忠清北道清州市上党区加徳面にある道路交通公団の運転免許試験場である。

## 施設概要
- 技能試験場
- 受付
- 学科試験場
- 休憩室

## 学科試験
- PC式
- 手話ビデオ（重度の聴覚障害者対象）

## 技能試験が可能な運転免許の種類
各運転免許の詳細については運転免許の区分を参照
- 第一種大型免許
- 第一種特殊免許（レッカー）
- 第一種普通免許
- 第二種普通免許
- 第二種小型免許
- 第二種原動機付自転車免許

## 交通アクセス
忠清北道庁から米院（ミウォン）方面のバスに乗って50分。免許試験場前下車。